# Tour de Castellón
Le Tour de Castellón (en catalan : Volta a Castelló) est une course cycliste par étapes espagnole disputée au mois de juin dans la province de Castellón, en Communauté valencienne. Créé en 1983, il est organisé par le Club Ciclista Sepelaco
Cette épreuve fait actuellement partie du calendrier national de la fédération royale espagnole de cyclisme, en catégorie 2.13.1. Elle est par conséquent réservée aux coureurs espoirs (moins de 23 ans).

## Présentation
Le Tour de Castellón est créé en 1983 par le Club Ciclista Castellón. Il succède à une ancienne épreuve, le Trofeo Penyagolosa, lancé trois années plus tôt. Au fil des éditions, la course prend de l'importance, jusqu'à accueillir des équipes étrangères. Des cyclistes de renommée tels que Lance Armstrong, Óscar Sevilla, Fernando Escartín ou encore Xavier Tondo ont participé à cette épreuve avant de passer dans les rangs professionnels. Depuis 2014, c'est le Club Ciclista Sepelaco qui s'occupe de l'organisation, avec pour directeur exécutif José Cabedo.
Disputée sur plusieurs étapes, le point culminant de la course est l'ascension de Vistabella, généralement décisive pour le classement général. Ces dernières années, on dénombre notamment parmi les vainqueurs Arnau Solé (2014) ou encore Álvaro Cuadros (2017), passés ensuite dans les rangs professionnels.
L'édition 2020 est annulée en raison du contexte sanitaire lié à la pandémie de Covid-19.

## Palmarès
| Année | Vainqueur             | Deuxième                 | Troisième                   |
| ----- | --------------------- | ------------------------ | --------------------------- |
| 1983  | Ignacio Fandos        | José Julián Balaguer     | José Luis Navarro           |
| 1984  | Álvaro Fernández (es) | Fernando Pacheco (es)    | Joaquim Faura               |
| 1985  | José Claramunt        | Marino Alonso            | Alberto Clerencia           |
| 1986  | Corrado Donadio       | Jesús Arambarri          | Federico García             |
| 1987  | Uwe Preissler         | Dirk Meier               | Carsten Wolf                |
| 1988  | Pascal Kohlvelter     | Manuel Ángel Antón (es)  | Juan Balaguer               |
| 1989  | Ivan Parolin          | Antonio Ruiz             | Juan Luis Cerebla           |
| 1990  | Joaquín Martínez      | Marco Rosani             | Finn Vegard Nordhagen       |
| 1991  | Juan Rodrigo Arenas   | David García Marquina    | Manuel Pereira              |
| 1992  | Peter Kant            | Darren Baker             | Francisco Benítez           |
| 1993  | Oleg Kastchenko       | Casper van der Meer (nl) | Patrick Jonker              |
| 1994  | Martin Rittsel        | Casper van der Meer (nl) | Ginés Salmerón              |
| 1995  | Martin Rittsel        | Niklas Axelsson          | Pasi Hokkanen               |
| 1996  | Jacob Viladoms        | Pasi Hokkanen            | Antonio Civantos            |
| 1997  | Tomás Valls           | José Viladoms            | Pedro Ferrer                |
| 1998  | Marc Prat             | Josep Jufré              | Ezequiel Mosquera           |
| 1999  | Juan Gomis            | David Vázquez            | Guennadi Mikhailov          |
| 2000  | Roberto Lozano (es)   | David Debremaeker        | Carlos García Quesada       |
| 2001  | Miquel Alandete       | Eligio Requejo           | Roger Lucía                 |
| 2002  | Héctor Guerra         | Antonio Arenas           | Pedro Arocas                |
| 2003  | Samuel Soto           | Joaquín Gil              | Vicente Ballester           |
| 2004  | Antonio López         | Fredrik Modin            | Raúl García de Mateos       |
| 2005  | Pedro Martínez        | Antonio García González  | Ángel Vázquez Iglesias (es) |
| 2006  | Samuel Soto           | Luis Amarán              | Álvaro Argiró               |
| 2007  | Fabien Fraissignes    | Jordi Berenguer          | Francisco Javier Martínez   |
| 2008  | Sergi Escobar         | David Belda              | Alexander Ryabkin           |
| 2009  | Ibon Zugasti          | Francisco Torrella       | Javier Chacón               |
| 2010  | Fabien Fraissignes    | Antonio Olmo             | David Belda                 |
| 2011  | José Belda            | Jorge Martín Montenegro  | Darío Gadeo                 |
| 2012  | Josep Betalú          | Guillermo Lana           | José Belda                  |
| 2013  | Josep Betalú          | José Antonio de Segovia  | Iván Martínez               |
| 2014  | Arnau Solé            | Elías Vega               | Roberto Mediero             |
| 2015  | Diego Tirilonte       | Fernando Barceló         | Marcos Altur                |
| 2016  | Sergio Vega           | Héctor Carretero         | Rubén Montoya               |
| 2017  | Álvaro Cuadros        | Lucas De Rossi           | Javier Gil                  |
| 2018  | Cristian Mota         | Francisco Galván         | Gabriel Pons                |
| 2019  | Eugenio Sánchez       | Harrison Wood            | Eneko Aramendia             |
| 2020  | annulé                | annulé                   | annulé                      |
| 2021  | Igor Arrieta          | Kamiel Bonneu            | Iván Cobo                   |
| 2022  | Oliver Knight         | David Domínguez          | Javier Serrano              |
| 2023  | Gabriel Rodas         | Louis Sutton             | Daniel Jiménez              |
| 2024  | Hugo de la Calle      | Pablo Bonilla            | Ewan Warren                 |
| 2025  | Dario Giuliano        | Samuel Flórez            | Márkó Tóth                  |